# Оттон II (герцог Швабии)
Оттон II (нем. Otto II.; умер 7 сентября 1047) — пфальцграф Лотарингии в 1035—1045 годах, герцог Швабии с 1045 года, граф Дойц (Deutz) и  Ауэльгау  (Auelgau) с 1025 года. Сын Эццо, пфальцграфа Лотарингии, и Матильды, дочери императора Оттона II. Он был также фогтом аббатства Браувайлер (Brauweiler), основанного его родителями.

## Биография
Оттон был одним из трёх сыновей Эццо, пфальцграфа Лотарингии, и Матильды, дочери императора Оттона II. Часть исследователей считала Оттона вторым , а часть называла третьим сыном. Большинство исследователей не указывают год рождения, но ряд пытались конкретизировать 
Первый раз Оттон упомянут в хартии аббату Дойцкому датированной 3 января 1025 года как "Graf im Deutzgau". Вновь этот сын пфальцграфа Эццо фигурирует в хартии Вюрцбургской церкви датированной 9 октября 1033 года.  
В 1034 году умер отец Оттона — пфальцграф Эццо, и он унаследовал отцовские владения, поскольку его старший брат Людольф умер в 1031 году.
В 1045 году император Генрих III предложил Оттону стать герцогом Швабии. Оттон передал пфальцграфство своему кузену Генриху. Кроме того, территории Кайзерверт (Kaiserswerth) и Дуйсбург были переданы короне.
В 1047 году, готовя войска, чтобы отразить вторжение Балдуина V графа Фландрии, Оттон неожиданно умер в своем замке Томбург. Он похоронен в аббатстве Браувейлер.
В 1048 году преемником Оттона II в герцогстве Швабия императором был назначен Оттон III фон Швейнфурт — маркграф Нордгау (1024—1031) и герцог Швабии (1048—1057).

## Брак и дети
Оттон женился на дочери Гуго VI, графа Эгисхейм, и сестре папы Льва IX.
Дети:
1 Рихенза (Richenza) ( — 1082), жена с 1040 года Германа (ок. 1020 - ок. 1050), графа Верле, а с 1050 года Оттона Нордгейма (ок. 1020 - 1083), герцога Баварии.
Также некоторые исследователи среди потомства Оттона называют ещё одну дочь:
2 Хильдегарда — вышла замуж за Фридриха фон Бюрен, они были родителями Фридриха I.